# Nasser Hejazi
Nasser Hejazi   (Teheran, 19 de desembre de 1949 - Teheran, 23 de maig de 2011) fou un futbolista iranià de la década de 1970 i entrenador de futbol.
Fou internacional amb la selecció de futbol de l'Iran, amb la qual participà a la Copa del Món de futbol de 1978. Pel que fa a clubs destacà a Taj / Esteghlal i Shahbaz. Fou escollit segon millor porter asiàtic del segle xx. Va morir l'any 2011 després de ser-li diagnosticat un càncer.

## Referències

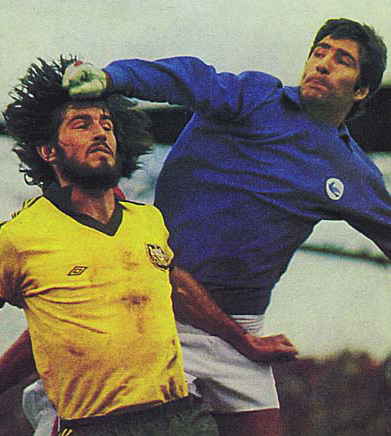
Hejazi (dreta) en un partit contra Austràlia, 1977.

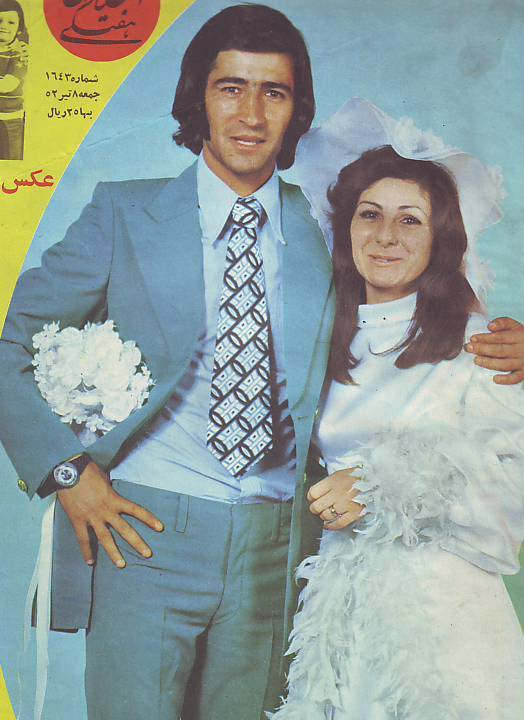
Hejazi i la seva esposa el 1973.